# リッキー・ロメロ
リカルド・ロメロ・ジュニア（英: Ricardo "Ricky" Romero, Jr., 1984年11月6日 - ）は、アメリカ合衆国カリフォルニア州イーストロサンゼルス出身の元プロ野球選手（投手）。左投右打。

## 経歴

### アマチュア時代
カリフォルニア州イーストロサンゼルスでメキシコ移民の家系に生まれる。地元のガーフィールド高校（Garfield High School）に3年間通った後、ロサンゼルスのセオドア・ルーズベルト高校（Theodore Roosevelt High School）に転校。最終学年時には12勝1敗、防御率0.53、162奪三振を記録。高校卒業後、カリフォルニア州立大学フラトン校に進学。2004年と2005年にはチームのエースとして2年間で27勝を記録し、メンズ・カレッジ・ワールドシリーズ連覇に貢献。全米学生選抜にも選ばれている。
2005年のMLBドラフトでは、トロント・ブルージェイズがトロイ・トゥロウィツキーの指名を見送り、投手では最上位指名となる全体6位でロメロを指名。

### ブルージェイズ時代
2006年にはブルージェイズのナンバー2プロスペクトにランクインする。しかし、その後しばらく2Aで伸び悩み、2007年にトゥロウィツキーがロッキーズで大活躍をした際には、トゥロウィツキーの指名を見送りロメロを指名した球団に非難の声も上がった。当時のGMであったJ・P・リッチアーディも「スポーツ・イラストレイテッド」誌の記事の中でロメロの指名は失敗であったとコメントし、それはロメロに強い衝撃を与えた。ロメロはその記事を切り抜いて自らのロッカーに入れ、不調に苦しんでいるときであってもその記事を読み、いつか見返してやろうと自らを発奮させた。2008年後半から成績が向上した。
2009年開幕前には、ダスティン・マゴワン、ショーン・マーカムの故障とA.J.バーネットの移籍で枠が空いたため、ロメロが先発ローテーションの一員に抜擢された。4月9日のデトロイト・タイガース戦で、史上初となるリック・ポーセロとのドラフト1巡目デビュー戦対決を制してメジャー初勝利。その後腹筋を傷めて1カ月間故障者リスト（DL）入りするが、5月末に復帰。エースのロイ・ハラデイに次ぐ先発2番手の地位を確保した。8月2日のオークランド・アスレチックス戦でシーズン10勝目を記録する。その後は失速したが、最終的にハラデイに次いでチーム2位、MLBの新人全体でもリック・ポーセロ（14勝）に次いで2位タイとなる13勝を記録した。
2010年8月14日、2011年から5年総額3010万ドル（6年目の2016年は1300万ドルの球団オプション）で契約を延長した。チームの先発投手陣でただ1人、1度も登板を回避することなくローテーションを守り、前年を上回る14勝を記録した。防御率、WHIP、奪三振なども前年より向上し、先発陣の柱としての地位を確たるものにした。補殺数は登板試合数を大きく上回る47を記録したが、トレバー・ケーヒルの54には及ばなかった。
2011年には自身初のオールスターに出場。自己最多の15勝と初の防御率2点台を記録した。しかし、FIPは4点であり、不安定な投球内容ではあった。補殺数は41で投手としてリーグ1位だった。
2012年は6月22日時点で8勝1敗だったが、そこから絶不調に陥り、球団史上ワーストの13連敗を喫する。防御率5.77はMLBの規定投球回到達者で最下位、与四球105、WHIP1.67はリーグワーストだった。
2013年6月1日に40人枠を外れる。
2014年6月に左膝の手術を受け、そのままシーズンを終える。

### ブルージェイズ退団後
2015年4月25日に解雇となり、5月6日にサンフランシスコ・ジャイアンツとマイナー契約を結ぶ。11月16日にジャイアンツとマイナー契約で再契約を結ぶ。
2017年4月29日に解雇となり、5月30日にメキシカンリーグのティフアナ・ブルズと契約。
2018年は所属球団なく、2019年1月18日に現役引退を表明した。

## 選手としての特徴
ヨハン・サンタナを彷彿とさせる90マイル台前半の伸びのある速球と鋭く落ちるチェンジアップを軸にする投球スタイルだった。決め球としているチェンジアップは古典的なサークルチェンジの握りであるが、通常のサークルチェンジのようには変化せず、右打者から見て外に逃げていくように落ちる。すなわち、スクリューもしくはスプリッターに近い軌道であり、フェルナンド・バレンズエラ（元ロサンゼルス・ドジャース）のスクリューに近いとされた。対戦した打者の中には、ロメロのチェンジアップをスクリュー、スプリッターと錯覚する選手もいた。その球筋から、左投手でありながら対右打者を得意とした。
カーブの評価も非常に高く、10年の全投手の中でロメロのカーブの被打率は2位、空振り率は3位、被WH率も12位で、カーブを603球投げたものの被本塁打されたのは1球のみと相手打者にとって非常に捉えるのは難しい変化球だった。
ゴロを打たせて取るピッチングが持ち味で、2009年のGB/FB（ゴロ/フライの割合）1.25はリーグ1位。打たせた併殺打30もリーグ最多だった。2010年もGB/FB1.26（リーグ5位）、併殺打25（同4位）を記録している。
「大舞台でのプレッシャーを楽しんでいる」という強心臓ぶりを持ち合わせ、チームの連敗ストッパーとなることが多かった。捕手のロッド・バラハスも、ロメロの度胸を誉めていた。
一方で、速球の制球力を課題とした。速球のコントロールが定まらない時には四球から自滅することが多く、2010年は暴投が急増し、前半戦の18試合の先発登板で15個の暴投を記録。後半戦は14試合の先発登板で3暴投と改善したが、合計18暴投はリーグ最多だった。2012年シーズンも、オールスター前までは順調に勝ち星を重ねていったが、7月27日のボストン・レッドソックス戦の黒星以降、9月24日のボルチモア・オリオールズ戦で勝ち星を挙げるまでの約2カ月間、先発ローテーション入りを保っていたものの白星から遠ざかっていた。

## 詳細情報

### 年度別投手成績
| 年 度    | 球 団    | 登 板 | 先 発 | 完 投 | 完 封 | 無 四 球 | 勝 利 | 敗 戦 | セ 丨 ブ | ホ 丨 ル ド | 勝 率 | 打 者 | 投 球 回 | 被 安 打 | 被 本 塁 打 | 与 四 球 | 敬 遠 | 与 死 球 | 奪 三 振 | 暴 投 | ボ 丨 ク | 失 点 | 自 責 点 | 防 御 率 | W H I P |
| -------- | -------- | ----- | ----- | ----- | ----- | -------- | ----- | ----- | -------- | ----------- | ----- | ----- | -------- | -------- | ----------- | -------- | ----- | -------- | -------- | ----- | -------- | ----- | -------- | -------- | ------- |
| 2009     | TOR      | 29    | 29    | 0     | 0     | 0        | 13    | 9     | 0        | 0           | .591  | 771   | 178.0    | 192      | 18          | 79       | 0     | 10       | 141      | 6     | 1        | 88    | 85       | 4.30     | 1.52    |
| 2010     | TOR      | 32    | 32    | 3     | 1     | 0        | 14    | 9     | 0        | 0           | .609  | 882   | 210.0    | 189      | 15          | 82       | 3     | 8        | 174      | 18    | 1        | 98    | 87       | 3.73     | 1.29    |
| 2011     | TOR      | 32    | 32    | 4     | 2     | 0        | 15    | 11    | 0        | 0           | .577  | 917   | 225.0    | 176      | 26          | 80       | 2     | 14       | 178      | 9     | 1        | 85    | 73       | 2.92     | 1.14    |
| 2012     | TOR      | 32    | 32    | 1     | 0     | 0        | 9     | 14    | 0        | 0           | .391  | 829   | 181.0    | 198      | 21          | 105      | 1     | 10       | 124      | 8     | 0        | 122   | 116      | 5.77     | 1.67    |
| 2013     | TOR      | 4     | 2     | 0     | 0     | 0        | 0     | 2     | 0        | 0           | .000  | 40    | 7.1      | 11       | 2           | 8        | 0     | 1        | 5        | 1     | 0        | 9     | 9        | 11.05    | 2.59    |
| MLB：5年 | MLB：5年 | 129   | 127   | 8     | 3     | 0        | 51    | 45    | 0        | 0           | .531  | 3439  | 801.1    | 766      | 82          | 354      | 6     | 43       | 622      | 42    | 3        | 402   | 370      | 4.16     | 1.40    |

- 各年度の太字はリーグ最高

### 年度別守備成績
| 年 度 | 球 団 | 投手  | 投手  | 投手  | 投手  | 投手  | 投手     |
| 年 度 | 球 団 | 試 合 | 刺 殺 | 補 殺 | 失 策 | 併 殺 | 守 備 率 |
| ----- | ----- | ----- | ----- | ----- | ----- | ----- | -------- |
| 2009  | TOR   | 29    | 15    | 25    | 2     | 2     | .952     |
| 2010  | TOR   | 32    | 7     | 47    | 3     | 2     | .947     |
| 2011  | TOR   | 32    | 11    | 41    | 1     | 1     | .981     |
| 2012  | TOR   | 32    | 5     | 34    | 2     | 2     | .951     |
| 2013  | TOR   | 4     | 0     | 2     | 0     | 0     | 1.000    |
| MLB   | MLB   | 129   | 38    | 149   | 8     | 7     | .959     |

- 各年度の太字はリーグ最高

### 記録
- MLBオールスターゲーム選出：1回（2011年）

### 背番号
- 24（2009年 - 2013年）